# Kavaljerer

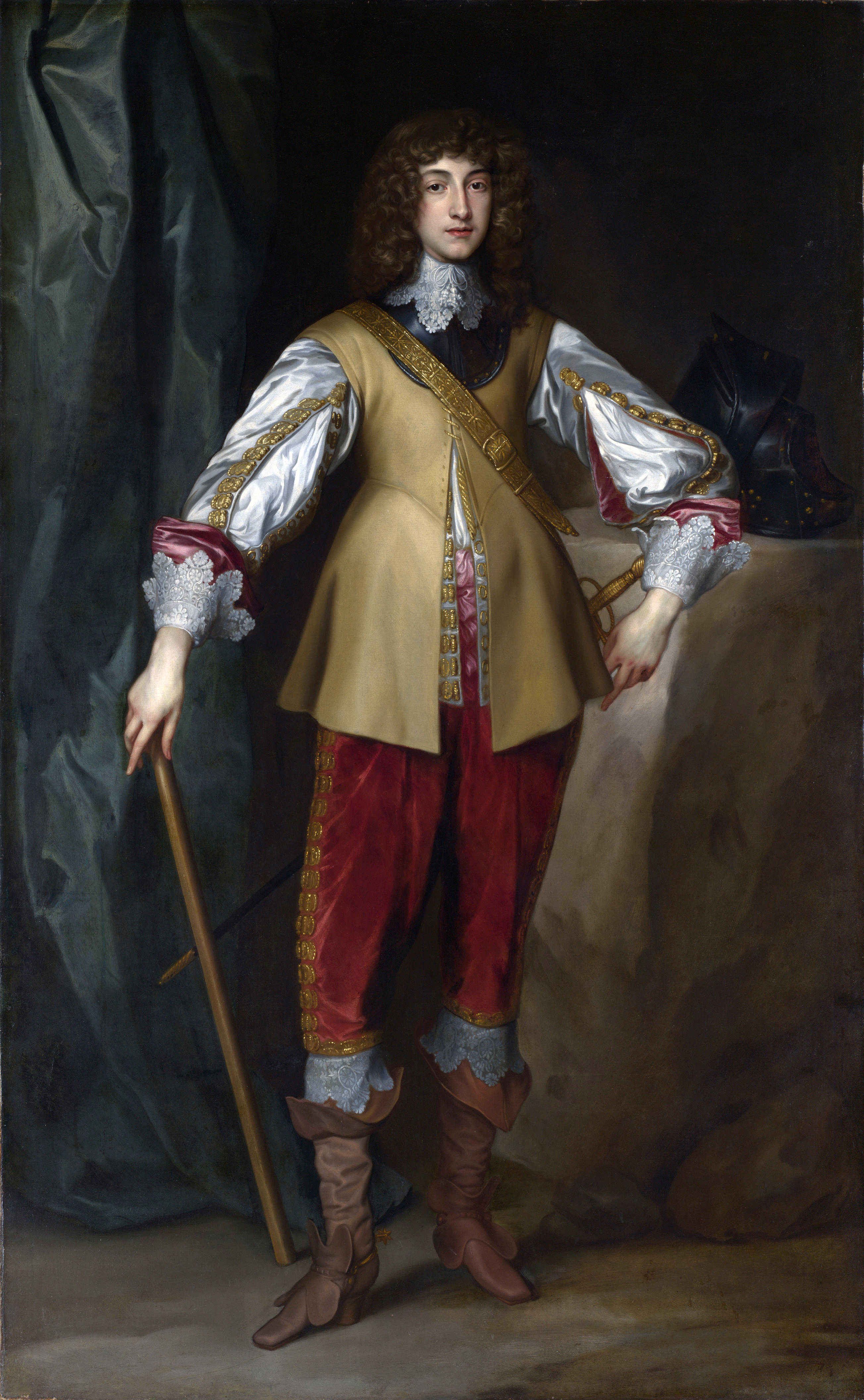
Prins Rupert av Pfalz, en arketypisk kavaljer.

Kavaljererna (engelska: Cavaliers) var den engelske kungen Karl I:s anhängare under kungamaktens strid mot parlamentet (rundhuvudena) 1642–1651. Kavaljerer kallades också rojalister.
Kavaljererna klädde sig i knähöga läderstövlar, tunikor och plymförsedda hattar.